# Ехеме
Ехеме (ісп. Ejeme) — муніципалітет в Іспанії, у складі автономної спільноти Кастилія-і-Леон, провінція Саламанка. Населення — 155 осіб (2010).
Муніципалітет розташований на відстані близько 160 км на захід від Мадрида, 24 км на південний схід від Саламанки.
На території муніципалітету розташовані такі населені пункти: (дані про населення за 2010 рік)
- Ехеме: 96 осіб
- Мартін-Вісенте: 3 особи
- Портільйо: 56 осіб

## Демографія
Динаміка населення (INE ):